# Alina Obidniak
Alina Obidniak-Szepniewska (ur. 29 czerwca 1931 w Krośnie, zm. 29 października 2021 w Jeleniej Górze) – polska reżyserka teatralna, telewizyjna i filmowa, aktorka, feministka i działaczka ekologiczna; była dyrektor naczelną i artystyczną Teatru im. Wojciecha Bogusławskiego w Kaliszu (1964–1970), Teatru im. Cypriana Kamila Norwida w Jeleniej Górze (1973–1988 i 2000) oraz zastępcą dyrektora Ośrodka im. Jerzego Grotowskiego we Wrocławiu (1990).

## Życiorys
Ukończyła studia aktorskie w Państwowej Wyższej Szkole Teatralnej w Krakowie, gdzie rozpoczęła się jej wieloletnia przyjaźń z Jerzym Grotowskim, reżyserskie we Wszechrosyjskim Państwowym Instytucie Kinematografii w Moskwie, pod opieką profesora Ołeksandra Petrowycza Dowżenki, a także reżyserię filmową w Państwowej Wyższej Szkole Filmowej w Łodzi. Reżyserowała na deskach teatrów w Polsce oraz za granicą, między innymi w Tuzli (Bośnia i Hercegowina) i Veszprém (Węgry). Była dyrektorką naczelną i artystyczną Teatru im. Wojciecha Bogusławskiego w Kaliszu (1964-1970) oraz Teatru im. C. K. Norwida w Jeleniej Górze (1973-1988 i 2000).
Jako ich dyrektorka przyczyniła się do tego, że  zaczęły odgrywać ważną rolę również w europejskim życiu teatralnym: w 1978 Teatr im. Norwida, jako jedna z nielicznych europejskich scen dramatycznych, został nagrodzony przez krytykę na Festiwalu Teatru Narodów (Théâtre des Nations) w Caracas. Obidniak nawiązała współpracę z uznanymi twórcami, m.in. Henrykiem Tomaszewskim, Krzysztofem Pankiewiczem, Jean-Marie Pradierem i Adamem Hanuszkiewiczem. Zapraszała młodych reżyserów, umożliwiając im debiuty. Odkryła talenty reżyserskie, między innymi Mikołaja Grabowskiego, Waldemara Zawodzińskiego i Krystiana Lupy, któremu stworzyła dogodne, niemal laboratoryjne warunki dla rozwoju. Za jej pierwszej dyrekcji zaangażowała do zespołu jeleniogórskiego teatru między innymi Marię Maj, Irenę Dudzińską, Janinę Szarek, Krzysztofa Janczara, Wojciecha Ziemiańskiego, Piotra Skibę, Andrzeja Szczytkę i Krzysztofa Bienia. Zaś za drugiej dyrekcji, ponownie oddała scenę reżyserom młodego pokolenia: Mai Kleczewskiej, Aldonie Figurze i Piotrowi Kruszczyńskiemu.
Z jej inicjatywy od 1973 odbywają się coroczne Jeleniogórskie Spotkania Teatralne z udziałem zespołów krajowych i zagranicznych, a od 1982 Międzynarodowy Festiwal Teatrów Ulicznych. W 1979 w Jeleniej Górze przy Teatrze im. C. K. Norwida założyła Ośrodek Badań i Praktyk Kulturowych, który miał charakter międzynarodowy i prowadził interdyscyplinarne badania teatralne. W 1988 roku Obidniak wycofała się z kierowania teatrem. Po demontażu systemu komunistycznego w Polsce stała się działaczką feministyczną i wkrótce została polską laureatką nagrody „Kobieta Europy” przyznawanej przez Komisję Europejską. Była laureatką kilkudziesięciu nagród w dziedzinie teatru, m.in. nagród za reżyserię na Kaliskich Spotkaniach Teatralnych oraz nagrody z okazji Międzynarodowego Dnia Teatru. W 1990 pełniła funkcję zastępcy dyrektora w nowo powstałym Ośrodku Grotowskiego we Wrocławiu (dzisiejszy Instytut im. Jerzego Grotowskiego), jest twórczynią Laboratorium Samorozwoju oraz prezesem Stowarzyszenia Centrum Inicjatyw Kulturotwórczych.
Była siostrą aktora i reżysera Karola Obidniaka (1923–1992).

## Nagrody
- 1962 – Kalisz – II KST – nagroda za reżyserię „Irkuckiej historii” w Teatrze im. Aleksandra Fredry w Gnieźnie
- 1965 – Kalisz – V KST – nagroda za inscenizację „Pamiętnika matki” w Teatrze im. Wojciecha Bogusławskiego w Kaliszu
- 1965 – Nagroda MKiS zespołowa III stopnia z Danutą Kopotowską, Jerzym Ławaczem, Karolem Obidniakiem i Jadwigą Sulińską za inscenizację i realizację „Pamiętnika matki” według książki Marcjanny Fornalskiej
- 1966 – Kalisz – VI KST – II nagroda za przedstawienie „Pogranicze południk 15"
- 1968 – Kalisz – VIII KST – II nagroda za reżyserię „Kordiana” w Teatrze im. Wojciecha Bogusławskiego w Kaliszu
- 1975 – Nagroda Wojewody Wrocławskiego za szczególne osiągnięcia w rozpowszechnianiu kultury teatralnej na Dolnym Śląsku
- 1986 – Nagroda Prasy Dolnośląskiej za rok 1985
- 1995 – tytuł polskiej Kobiety Europy
- 2001 – Statuetka „Wojciecha 200-lecia” przyznana z okazji 200–lecia Teatru im. Wojciecha Bogusławskiego w Kaliszu
- 2003 – z okazji Międzynarodowego Dnia Teatru nagroda marszałka województwa dolnośląskiego
- 2012 – Laur Ekoprzyjaźni 2012 przyznany przez Uniwersytet Przyrodniczy we Wrocławiu „za wybitne zasługi na rzecz ekologii”[6]
- 2013 – Statuetka „Kobiece Twarze” w kategorii kobieta w kulturze[7]
- 2020 - Złoty Kluczyk 2020, przyznawany przez Fundację „Nowin Jeleniogórskich”, za całokształt twórczości i działalności[8]

## Odznaczenia
- Medal 30-lecia Polski Ludowej (1974)
- Złoty Krzyż Zasługi (1975)
- Odznaka Zasłużony dla Jeleniej Góry (1975)
- Medal Komisji Edukacji Narodowej (1979)
- Krzyż Kawalerski Orderu Odrodzenia Polski (1980)
- Odznaka za zasługi dla Przemyśla (1985)
- Złoty Krzyż Zasługi miasta Veszprém za wkład w rozwoju współpracy kulturalnej między Teatrem im. Petofiego a Teatrem im. Cypriana Kamila Norwida w Jeleniej Górze oraz Honorowe Obywatelstwo miasta Veszprém
- Złoty Medal „Zasłużony Kulturze Gloria Artis” (2011)[9]